# Via vindicia
Via vindicia là một loài bướm đêm trong họ Noctuidae.